# نيوماركت (أونتاريو)
نيوماركت، أونتاريو (بالإنجليزية: Newmarket) هي مدينة كندية تقع في مقاطعة أونتاريو، وتغطي مساحة تبلغ 38.08 كيلومتر مربع. وفقًا لإحصاء عام 2006، بلغ عدد سكانها 74,295 نسمة، مقارنة بـ 65,788 نسمة في عام 2001، مما يعكس نموًا سكانيًا بنسبة 12.9% خلال تلك الفترة. تحتل المدينة المرتبة الـ70 من حيث عدد السكان على مستوى كندا، والمرتبة الـ33 ضمن مقاطعة أونتاريو.

## أعلام
- لورانس هيل
- جيم كاري
- كيث بيسل
- نيل هاريسون
- جون كاندي
- برايان إليوت
- مارسيل دي جونغ
- بوبي نيكول
- هيرب كين

## وصلات خارجية
- الأطلس الحكومي لكندا
- إحصاءات كندا مع ساعة تعداد السكان